# Johannes Gelich
Johannes Gelich (* 1969 in Salzburg) ist ein österreichischer Schriftsteller und Journalist.

## Leben
Johannes Gelich studierte in Wien Theaterwissenschaft und Germanistik. Nach dem Studium war er zwei Jahre lang Lektor in Iași in Rumänien.
Anschließend schrieb er zahlreiche Publikationen und Reportagen in FAZ, Literatur und Kritik, Ö1 und Der Standard.
2006 erhielt Gelich für seinen Roman Chlor den Buch.Preis der Arbeiterkammer Oberösterreich. 2008 war er Stadtschreiber von Sibiu. 2015 erhielt er für das Feature „Vielleicht hätte ich dich lieben sollen“ (ORF, Ö1) den Karl Renner-Publizistikpreis, die höchste Auszeichnung im österreichischen Journalismus.
Johannes Gelich lebt und arbeitet in Wien.

## Werke
Prosa
- Die Spur des Bibliothekars, Novelle, Otto Müller, Salzburg, 2003.
- Chlor, Droschl, Graz, 2006.
- Der afrikanische Freund, Roman, Wallstein, Göttingen, 2008.
- Wir sind die Lebenden. Roman,[4] Haymon, Innsbruck 2013, ISBN 978-3-7099-7030-0.
- Das T-Shirt meiner Frau.[5] Kurzgeschichten, Haymon, Innsbruck 2014

Hörspiele
- Innen und Außen, ORF 2000
- Das Licht am Ende des Tunnels, ORF 2003
- Geld Lassen Laufen, ORF 2006
- Rabenkinder, SWR-ORF 2013
- Meeresrauschen 3.2. – Eine schrille Urlaubstragödie, SWR 2015, 54:42 Min. Ursendung 30. Oktober 2015 unter SWR2 Krimi.

Herausgeber
- Under the Ground of Romania, Anthologie rumänischer Gegenwartsliteratur aus Iasi, Rumänien, Wienzeile, 2001
- Moldawien, Sondernummer von Literatur und Kritik, 2002
- Stromabwärts, Anthologie österreichischer Gegenwartsliteratur Deutsch/Rumänisch, Wieser-Verlag, 2005